# لاكونية
اللاكونية التي تتناقض أو تعادل وحدة الوجود، تنكر حقيقة الكون، وترى أنها وهمية في نهاية المطاف (البادئة "ἀ-" في اليونانية تعني النفي؛ مثل "un-" في اللغة الإنجليزية)، وفقط المطلق اللامتناهي غير الظاهر حقيقي. تم العثور على الإصدارات المفاهيمية من اللاكونية في الفلسفات الشرقية والغربية.